# Lachapelle-aux-Pots
Lachapelle-aux-Pots ist eine französische Gemeinde mit 1534 Einwohnern (Stand 1. Januar 2022) im Département Oise in der Region Hauts-de-France. Sie gehört zum Arrondissement Beauvais, zur Communauté de communes du Pays de Bray und zum Kanton Beauvais-2.

## Geographie
Die Gemeinde Lachapelle-aux-Pots liegt am Rand der Landschaft Pays de Bray am Fluss Avelon, 14 Kilometer westlich von Beauvais. Zur Gemeinde gehören die Weiler La Rutoire, Armentières, Héricourt, La Crapaudière, La Croix Rouge, Le Bosquet und das weit im Osten gelegene Lhuyère. Die Bahnstrecke von Goincourt nach Gournay-Ferrières, die durch den Süden der Gemeinde führte, ist aufgelassen (Reiseverkehr seit 1939 eingestellt).

## Einwohner
| Jahr                       | 1962 | 1968 | 1975 | 1982 | 1990 | 1999 | 2011 | 2021 |
| -------------------------- | ---- | ---- | ---- | ---- | ---- | ---- | ---- | ---- |
| Einwohner                  | 1059 | 1061 | 1173 | 1190 | 1429 | 1540 | 1595 | 1576 |
| Quellen: Cassini und INSEE |      |      |      |      |      |      |      |      |

## Sehenswürdigkeiten
- Dreifaltigkeits-Kirche (Église de la Trinité)
- Töpfermuseum

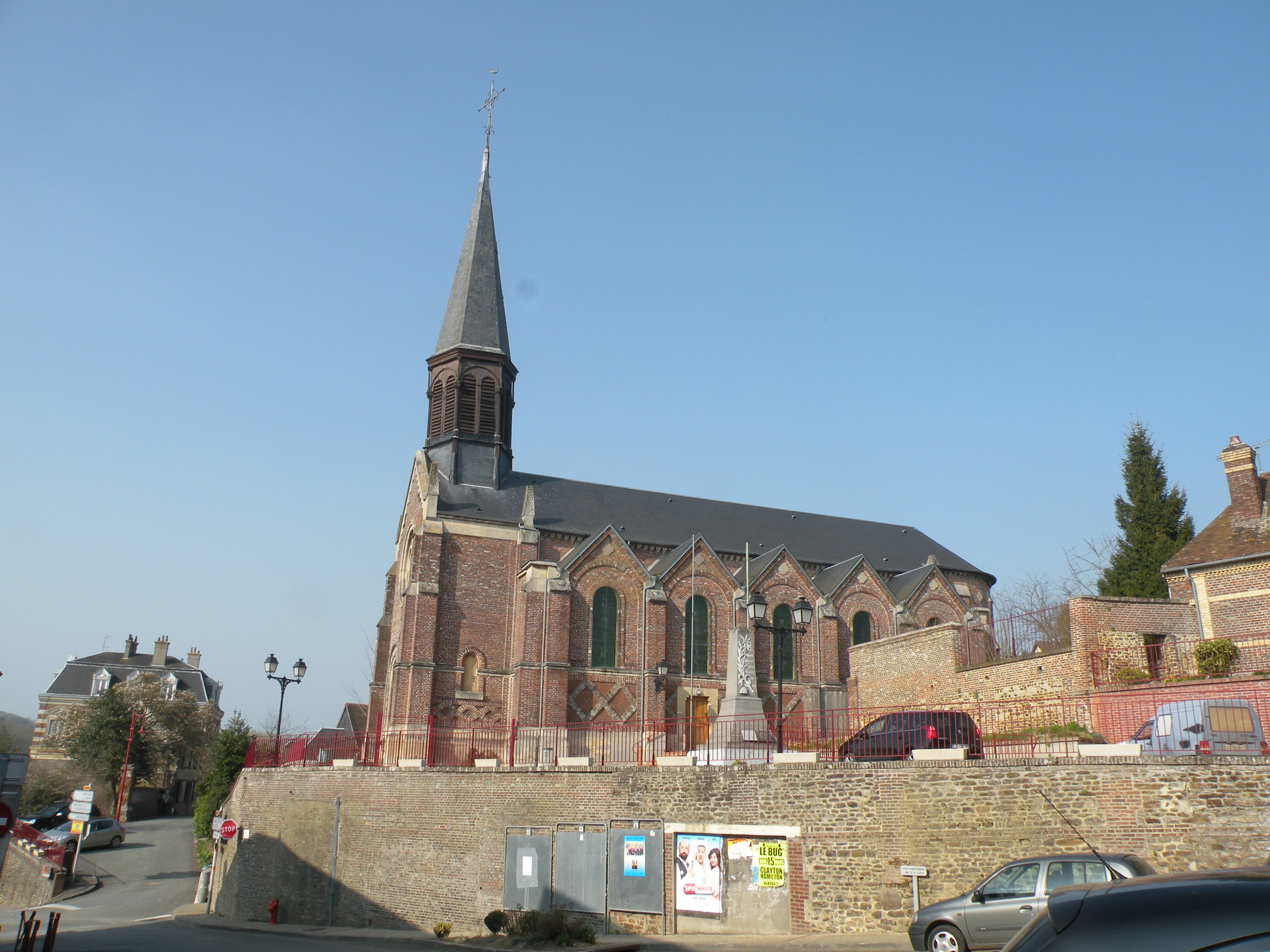
Dreifaltigkeitskirche
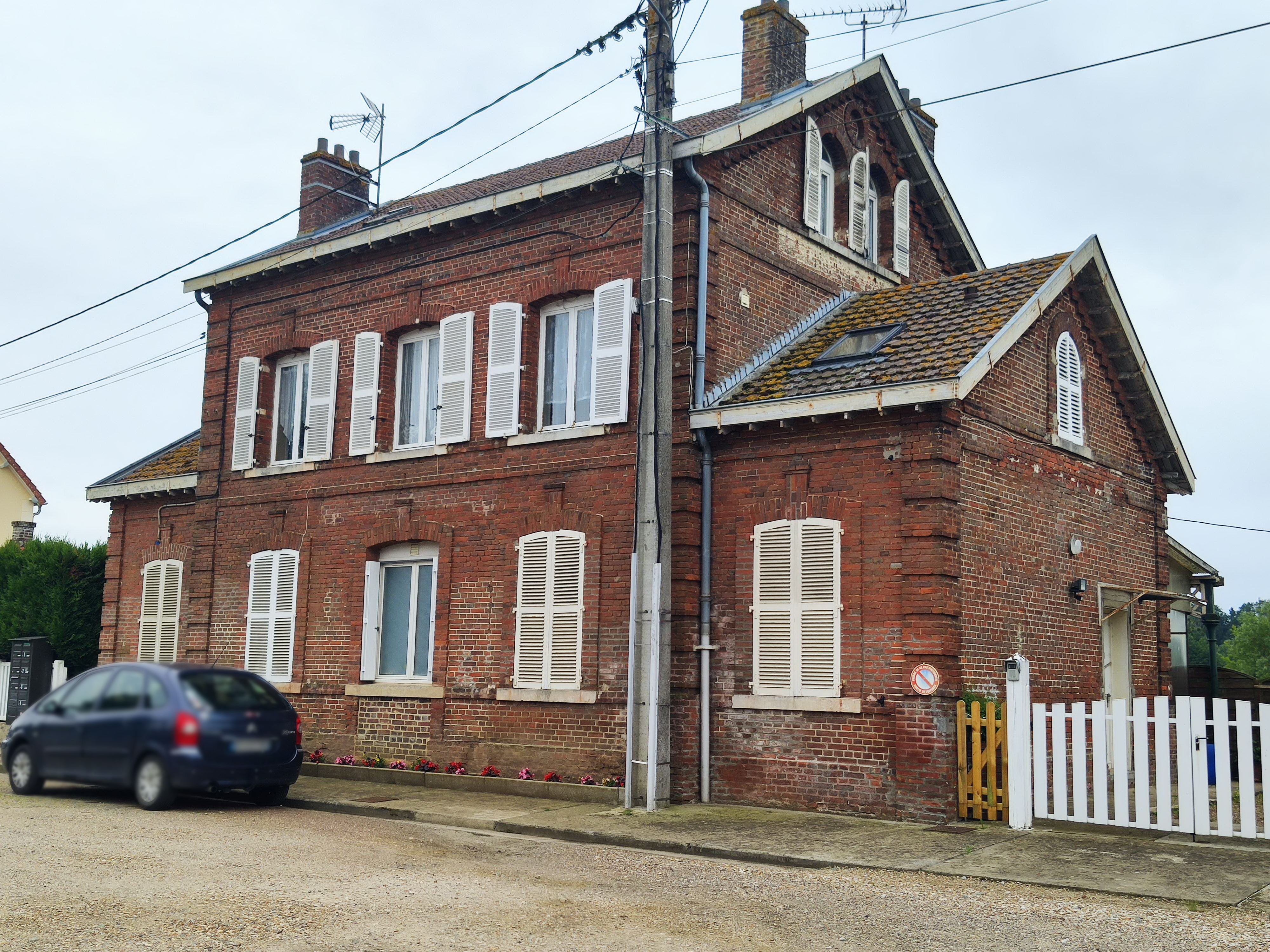
Ehemaliger Bahnhof
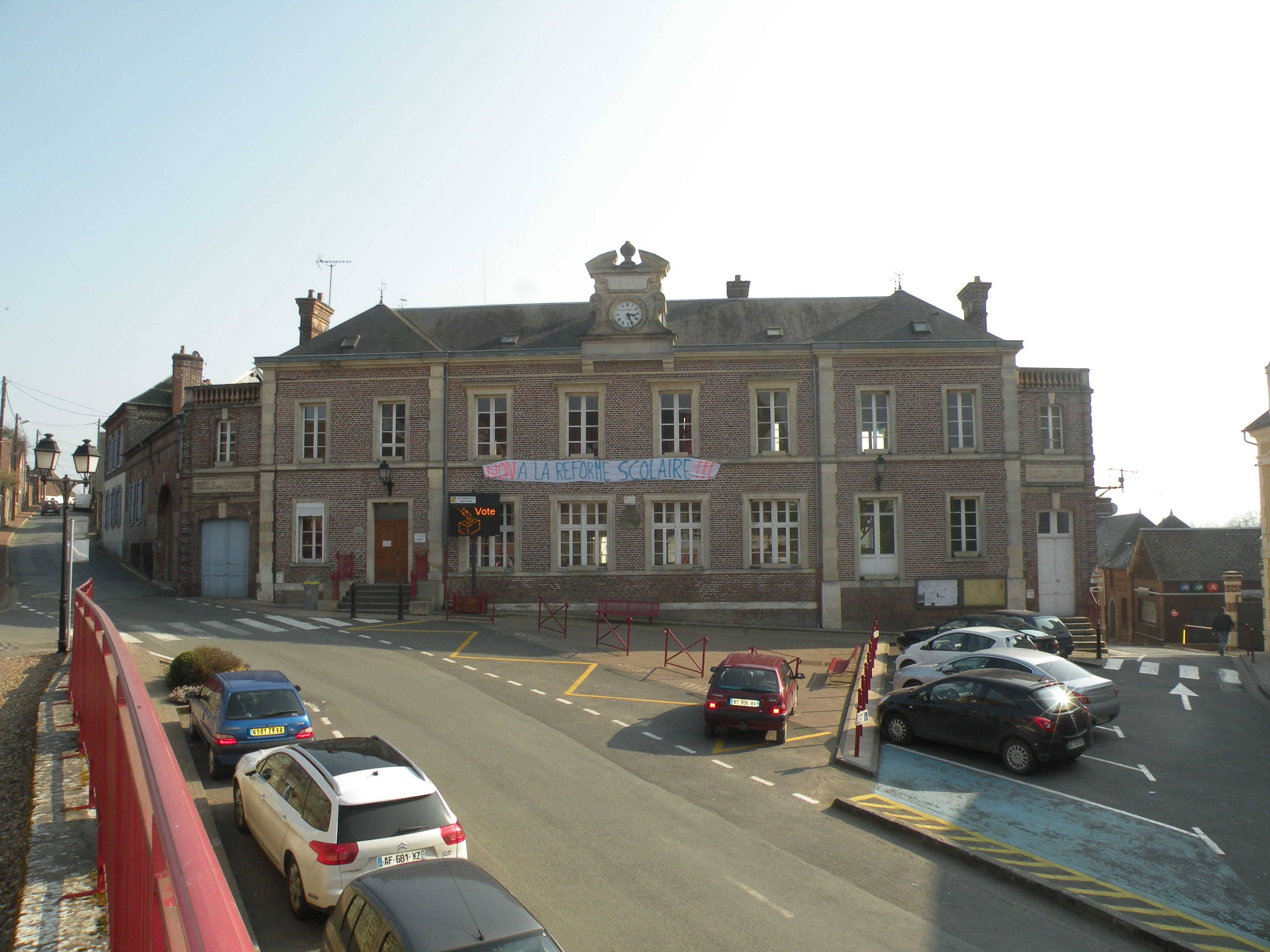
Schule
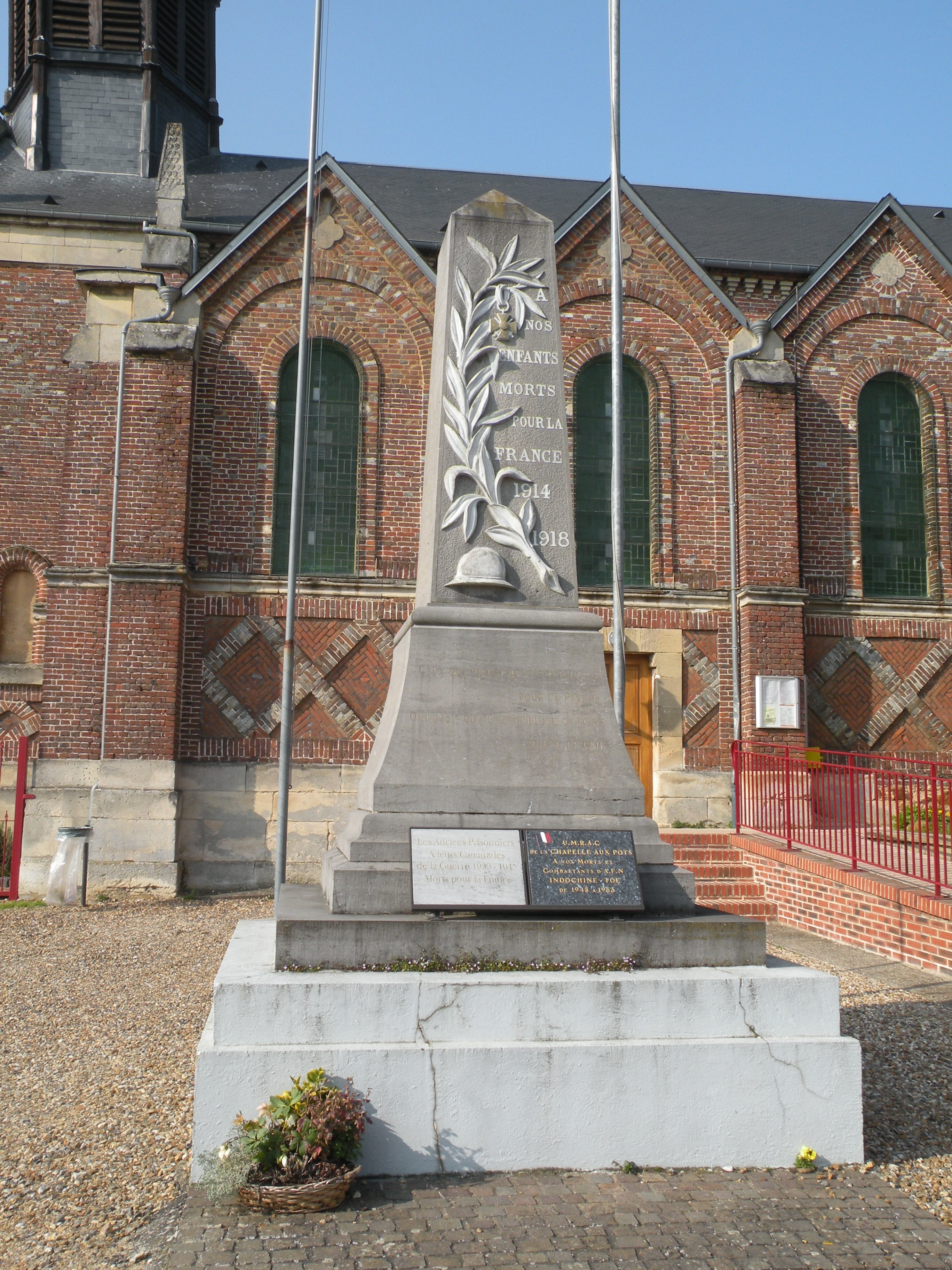
Gefallenendenkmal

## Wirtschaft
Das Töpferhandwerk hat in der Gemeinde wie auch in anderen Teilen des Pays de Bray eine lange Tradition. Hiervon zeugt unter anderem das Töpfereimuseum (Musée de la Poterie).

## Persönlichkeiten
- Tristan Klingsor (1874–1966), Schriftsteller, Komponist und Maler, hier geboren